# Playing with Fire (canción de Blackpink)
«Playing with Fire» (en hangul, 불장난), es un sencillo del grupo surcoreano Blackpink. Fue publicado el 16 de noviembre de 2016 por YG Entertainment y distribuido por KT Music, como parte del segundo álbum sencillo del grupo titulado Square Two. La canción fue escrita por Teddy Park y la música compuesta por Teddy y R.Tee.

## Antecedentes y lanzamiento
En octubre, un teaser de Jennie fue revelado, junto con el nombre de uno de los sencillos, «Playing with Fire», seguido de imágenes de Lisa, Rosé y Jisoo al día siguiente. El 31 de octubre, se lanzó el vídeo detrás de cámaras de «Playing with Fire».
Interpretaron ambos sencillos por primera vez el 6 de noviembre en Inkigayo de SBS, y en M! Countdown de Mnet el 10 de noviembre de 2016.

## Vídeo musical
El vídeo musical de «Playing with Fire» fue dirigido por Seo Hyun Seung, quien previamente trabajó con el grupo, dirigiendo el vídeo de «Boombayah». El MV de «Playing with Fire» fue lanzado en el canal oficial de Blackpink el 1 de noviembre de 2016 a la media noche de Corea.
Blackpink también lanzó el dance practice de la canción en su canal oficial de YouTube el 4 de noviembre de 2016. Fue coreografiado por Kyle Hanagami, quien había trabajado con ellas en «Boombayah».

## Rendimiento comercial
«Playing with Fire» debutó en el número 3 en el Gaon Digital Chart de Corea del Sur, con 203.263 descargas (aterrizando en el número 2 en el componente Download Chart) y 3.825.893 reproducciones, debutando en el número 4 en el componente Streaming Chart. La semana siguiente, cayó a la cuarta posición, antes de volver a alcanzar el número 3 en su tercera semana. A septiembre de 2018, vendió más de 2.500.000 descargas digitales en el país.
La canción también debutó en el número uno en la lista Billboard World Digital Songs, vendiendo más de 2.000 copias en los Estados Unidos en su primera semana. Se convirtió en su segunda entrada número uno en la lista. «Playing with Fire» también entró en el Canadian Hot 100 en el número 92, convirtiendo a Blackpink en el primer grupo femenino de Corea del Sur y el quinto acto de Corea del Sur, después de PSY, EXO, CL y BTS, en entrar en la lista.

## Reconocimientos

### Premios y nominaciones
| Año  | Evento                  | Premio                                   | Resultado | Ref.  |
| ---- | ----------------------- | ---------------------------------------- | --------- | ----- |
| 2016 | Annual /r/kpop Awards   | Mejor grabación del año                  | Nominado  | [ 7 ] |
| 2016 | Annual /r/kpop Awards   | Mejor coreografía (dúo o grupo femenino) | Nominado  | [ 7 ] |
| 2017 | Gaon Chart Music Awards | Canción del año - noviembre              | Ganador   | [ 8 ] |
| 2018 | Genie Music Awards      | Premio a la popularidad Genie Music      | Nominado  | [ 9 ] |

### Premios en programas de música
| Programa       | Fecha                   | Ref.   |
| -------------- | ----------------------- | ------ |
| Inkigayo (SBS) | 27 de noviembre de 2016 | [ 10 ] |
| Inkigayo (SBS) | 4 de diciembre de 2016  | [ 11 ] |

### Listados
| Publicación | Lista                                    | Ranking | Ref.   |
| ----------- | ---------------------------------------- | ------- | ------ |
| BuzzFeed    | The 40 Most Underrated Pop Songs Of 2016 | 7º      | [ 12 ] |
| Melon       | Top 100 Songs Of Past Decade (2010–2019) | 55.º    | [ 13 ] |

## Posicionamiento en listas
| Lista (2016)                         | Mejor posición |
| ------------------------------------ | -------------- |
| Canadá (Canadian Hot 100)            | 92             |
| Corea del Sur (Gaon Digital Chart)   | 3              |
| Estados Unidos (World Digital Songs) | 1              |
| Japón (Japan Hot 100)                | 81             |

| Lista (2016)                       | Mejor posición |
| ---------------------------------- | -------------- |
| Corea del Sur (Gaon Digital Chart) | 3              |

| Lista (2016)                       | Mejor posición |
| ---------------------------------- | -------------- |
| Corea del Sur (Gaon Digital Chart) | 71             |
| Lista (2017)                       | Mejor posición |
| Corea del Sur (Gaon Digital Chart) | 32             |

## Historial de lanzamiento
| País   | Fecha                  | Formato                    | Sello                      | Ref.   |
| ------ | ---------------------- | -------------------------- | -------------------------- | ------ |
| Varios | 1 de noviembre de 2016 | Descarga digital streaming | YG Entertainment, KT Music | [ 19 ] |